# 1158

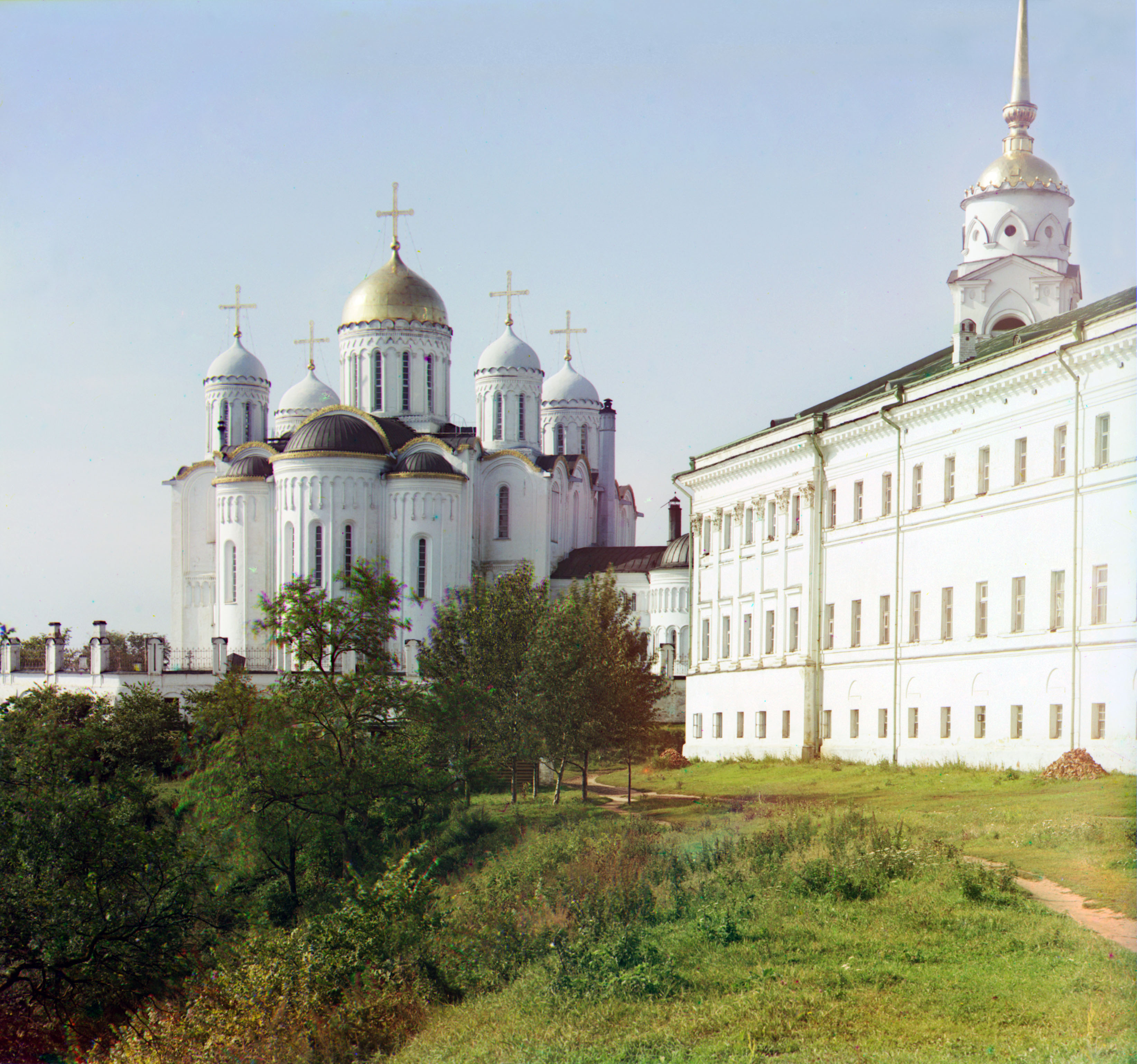
Kathedraal van de Ontslapenis van de Moeder Gods (Vladimir)

Het jaar 1158 is het 58e jaar in de 12e eeuw volgens de christelijke jaartelling.

## Gebeurtenissen
- De Byzantijnen onder Manuel I Komnenos vallen Cilicisch Armenië onder Thoros II aan. Thoros moet vluchten, en een groot deel van zijn rijk valt in Byzantijnse handen. Thoros wordt gedwongen zich aan de Byzantijnen te onderwerpen.
- al-Fatiq III, de laatste leider van de Jemenitische Najahiden-dynastie, wordt gedood door de Mahdiden.
- Manuel I van Byzantium sluit vrede met Willem I van Sicilië, in het besef dat er meer gevaar dreigt van keizer Frederik I Barbarossa.
- Tripoli wordt door de moslims heroverd op het koninkrijk Sicilië.
- Hertog Wladislaus II van Bohemen verkrijgt de koningstitel.
- Bij zijn veldtocht tegen de Lombardische Liga in Italië stelt Frederik Barbarossa in diverse steden podestàs (gouverneurs) aan.
- Hertog Hendrik de Leeuw van Beieren sticht de stad München.
- De stad Lodi wordt gesticht.
- Filips van de Elzas, graaf van Vlaanderen treedt op tegen Floris III van Holland, die een tol heeft ingesteld bij Geervliet en aanspraak maakt op het Waasland. Floris moet zich aan Filips onderwerpen.
- De Universiteit van Bologna wordt op de rijksdag in Roncaglia autonoom verklaard uit dank voor het goede werk op gebied van het recht. Er wordt ook bevestigd dat keizer Frederik I Barbarossa zijn gezag aan het Corpus Iuris kan ontlenen.
- Begin van de bouw van de Kathedraal van de Ontslapenis van de Moeder Gods in Vladimir.
- september - Boudewijn III van Jeruzalem trouwt met Theodora Komnene.
- De Hekla komt tot uitbarsting.
- Stadsbrand in Bremen
- Voor het eerst vermeld: Mortsel, Sniatyn, Wellen

## Opvolging
- Castilië - Sancho III opgevolgd door zijn zoon Alfons VIII
- bisdom Freising - Otto van Freising opgevolgd door Albert I van Harthausen
- Galilea - Willem II van Bures opgevolgd door zijn zuster Eschiva van Bures
- Japan - Go-Shirakawa opgevolgd door zijn zoon Njio
- Japan (insei-keizer) - Go-Shirakawa in opvolging van zijn vader Toba
- Rethel - Odo van Vitry opgevolgd door zijn zoon Ithier
- Württemberg - Lodewijk I opgevolgd door Lodewijk II

## Geboren
- 23 september - Godfried II, hertog van Bretagne (1181-1186)
- Albrecht de Trotse, markgraaf van Meißen
- Margaretha van Frankrijk, Frans prinses, echtgenote van Hendrik de Jonge en Béla III van Hongarije
- Helena van Hongarije, echtgenote van Leopold V van Oostenrijk (jaartal bij benadering)
- Hendrik I, graaf van Bar (jaartal bij benadering)
- Theobald I, graaf van Bar (jaartal bij benadering)
- Waldemar van Denemarken, aartsbisschop van Bremen (jaartal bij benadering)

## Overleden
- 20 april - Oda van Rivreulle (~23), Belgisch zalige
- 11 juni - Hugo van Marchiennes (~55), Belgisch abt
- 20 augustus - Rognvald Kali Kolsson, earl van de Orkney-eilanden
- 31 augustus - Sancho III (~24), koning van Castilië (1157-1158)
- 22 september - Otto van Freising (~46), bisschop van Freising en geschiedschrijver
- 3 december - Mathilde van Savoye (~37), echtgenote van Alfons I van Portugal
- 2 november - Adalbero III van Chiny, bisschop van Verdun
- 15 december - Frederik II van Berg, aartsbisschop van Keulen
- Beerwout II, heer van Egmont
- Lodewijk I, graaf van Württemberg
- Odo van Vitry, graaf van Rethel
- Sachen Künga Nyingpo (~66), Tibetaans boeddhistisch leraar
- Willem II van Bures, prins van Galilea (1148-1158)
- Arnold II van Laurenburg, graaf van Laurenburg (jaartal bij benadering)
- Wierchoslawa van Novgorod, echtgenote van Bolesław IV van Polen (jaartal bij benadering)